# Peter Jupke
Peter Jupke (* 3. června 1957 Ingolstadt) je bývalý německý zápasník–judista.

## Sportovní kariéra
S judem začínal v 11 letech v rodném Ingolstadtu. Připravoval se v Mnichově v klubu TSV Großhadern. V západoněmecké reprezentaci se prosazoval od roku 1979 v superlehké váze do 60 kg. V roce 1980 přišel o možnost startovat na olympijských hrách v Moskvě kvůli bojkotu her zemí sympatizujících s politikou Spojených států. Své olympijské účasti se dočkal v roce 1984 v Los Angeles, ale nevyužil dobrého nalosování k zisku olympijské medaile. Vypadl ve čtvrtfinále s domácím Američanem Edem Liddiem. Od roku 1987 startoval v pololehké váze do 65 kg, ve které se však na své úspěchy ze superlehké váze nenavázal. Sportovní kariéru ukončil po nevydařené nominaci na olympijské hry v Soulu v roce 1988. Věnuje se trenérské práci doma v Bavorsku.

## Výsledky
| Turnaj             | 1980            | 1981            | 1982            | 1983            | 1984            | 1985            | 1986            |
| Turnaj             | 23              | 24              | 25              | 26              | 27              | 28              | 29              |
| Turnaj             | superlehká váha | superlehká váha | superlehká váha | superlehká váha | superlehká váha | superlehká váha | superlehká váha |
| ------------------ | --------------- | --------------- | --------------- | --------------- | --------------- | --------------- | --------------- |
| Olympijské hry     | —               |                 |                 |                 | úč.             |                 |                 |
| Mistrovství světa  |                 | 5.              |                 | úč.             |                 | 2.              |                 |
| Mistrovství Evropy | ?               | ?               | —               | 3.              | 7.              | úč.             | 2.              |